# Konwencja dzierżoniowska (1790)
Konwencja dzierżoniowska (także konwencja z Reichenbach) – układ podpisany 27 lipca 1790 roku w Dzierżoniowie (niem. Reichenbach) między Austrią a Prusami

## Tło historyczne
Odwołanie jeszcze przez cesarza Józefa II zbioru przywilejów Joyeuse Entrée w Niderlandach Austriackich (Belgii) w 1789 roku spowodowało wybuch powstania antyhabsburskiego. Jego następca, Leopold II (będąc współregentem jeszcze za życia Józefa II) za punkt honoru stawiał sobie odzyskanie panowania nad tymi ziemiami. Wraz z przejęciem władzy w 1790 roku nie tylko udało mu się złagodzić opozycję, ale również zapewnić sobie jej przychylność.
Nie wystarczało to jednak do rozpoczęcia rewindykacji Niderlandów. Od lutego 1788 roku Cesarstwo prowadziło wojnę z Turcją, co wiązało jego siły militarne. Ponadto podpisany w marcu 1790 roku między Polską a Prusami sojusz stwarzał możliwość konfrontacji pomiędzy Austrią i Prusami. Wymagało to więc utrzymywania wojsk w Czechach i na Morawach.

## Negocjacje
W takiej sytuacji najlepszym rozwiązaniem dla monarchii Habsburgów okazał się sojusz z Prusami. Rozwiązaniu takiemu sprzeciwiał się austriacki dyplomata, który kierował austriacką polityką zagraniczną, Wenzel Anton von Kaunitz. Uważał, że układ z monarchią Hohenzollernów będzie równoznaczny z obowiązkiem podziału stref wpływów w Rzeszy.
Wobec opozycyjnej postawy kanclerza, Leopold II zmuszony był do szukania nowych współpracowników, odpowiedzialnych za politykę zagraniczną. Zostali nimi baron Anton von Spielmann i hrabia Johann Ludwig von Cobenzl. Rozmowami z sąsiednim mocarstwem, które odbywały się w Dzierżoniowie, kierował ten pierwszy.
Na negocjacje ze stron Prus przybył król Fryderyk Wilhelm II, wraz z generałami, książętami i zaproszonymi gośćmi. Wśród nich był m.in. Karol August, z przyjacielem poetą Johannem von Goethe. W rozmowy zaangażowała się m.in. Holandia, której zależało, by uchronić się przed wypłatą Prusom subsydiów, zgodnie z umową należących się w razie wojny. Do negocjacji włączyła się też Wielka Brytania, której przewodził premier William Pitt.

## Układ i jego postanowienia
Układ w Dzierżoniowie ratyfikowany został 2 sierpnia w Wiedniu i 5 sierpnia w Berlinie. Traktat zagwarantowany został przez Jerzego III, króla Wielkiej Brytanii i Stany Generalne Holandii.
Traktat zakładał, że między Austrią a Turcją nastąpi zawieszenie broni w wojnie austriacko-tureckiej oraz pokojowe rozwiązanie konfliktu. Ponadto Austria miała wstrzymać pomoc militarną dla Rosji w przypadku dalszego prowadzenia wojny rosyjsko-tureckiej. W zamian za to Leopold II miał otrzymać pomoc przy restauracji władzy w Belgii.

## Skutki
Podpisany układ sukcesem był przede wszystkim dla Austrii, która miała pretekst do zakończenia nieekonomicznej wojny z Turcją, a Leopold II mógł liczyć na poparcie Prus w wyborze na cesarza. Nie bez znaczenia dla monarchii Habsburgów były też rozpoczęte rozmowy z Wielką Brytanią. Ponadto zbuntowana Belgia nie mogła już liczyć na pomoc Anglii, Holandii i Prus. Na traktacie zyskała również Wielka Brytania, której udało skłonić się dwa rywalizujące państwa do wspólnego wystąpienia przeciwko Francji.